# Flogging a Dead Horse
Flogging a Dead Horse è una compilation di singoli del gruppo punk Sex Pistols, pubblicato nel Regno Unito dalla Virgin Records nel 1980, poco dopo la loro separazione.

## Il disco
Il disco include tutti singoli precedentemente pubblicati (Anarchy in the UK, God Save the Queen, Pretty Vacant, Holidays in the Sun) e già inclusi nell'album Never Mind the Bollocks, Here's the Sex Pistols, tre B-side, sette brani provenienti da The Great Rock 'n' Roll Swindle. 
Il titolo del disco, l'espressione "flogging a dead horse" (in italiano "frustando un cavallo morto") significa fare qualcosa di inutile e senza senso e, in slang britannico, "flogging" può voler dire anche "vendere", "spremere fino al midollo al fine di ricavare qualche vantaggio". Tutto questo riflette il fatto che essendo ormai la band sciolta all'epoca della pubblicazione di questa raccolta, il management del gruppo e la casa discografica stessero facendo di tutto per cercare di guadagnare il più possibile dal gruppo tra l'altro con materiale già disponibile in precedenza. L'album venne pubblicato senza il coinvolgimento o il permesso della band.

### Copertina
Per il design della copertina dell'album fu interpellato Jamie Reid, il cui artwork "ironico" aveva lo scopo di mettere in guardia le persone da un'altra "truffa del rock and roll"; l'illustrazione venne in gran parte interpretata come uno scherzo alla moda e sembra aver danneggiato molto poco le vendite. La sua prima idea era consistita nel mettere il titolo del nuovo disco scarabocchiato frettolosamente sulla copertina di Never Mind the Bollocks e di utilizzare il retro copertina della raccolta The Great Rock 'n' Roll Swindle. Questa versione preliminare fu effettivamente realizzata e ne furono stampate anche alcune copie, ma la Virgin rifiutò il concept e non arrivò mai nei negozi di dischi. In sostituzione, Reid utilizzò una foto di una modella dell'agenzia più economica che riuscisse a trovare, insieme a banali scritte in Letraset, facendo sembrare il disco un album economico di easy listening. La copertina posteriore mostra uno stronzo di cane di plastica sopra un disco d'oro dell'LP Never Mind the Bollocks, un riferimento a una scena del film La grande truffa del rock and roll in cui Steve Jones defeca sul disco d'oro assegnato a Johnny Rotten per l'album.

## Tracce
Testi e musiche di Paul Cook, Steve Jones, Glen Matlock e Johnny Rotten, eccetto dove indicato.
1. Anarchy in the U.K. – 3:33
2. I Wanna Be Me – 3:06
3. God Save the Queen – 3:21
4. Did you no Wrong – 3:14 (Cook/Jones/Matlock/Rotten/Nightingale)
5. Pretty Vacant – 3:18
6. No Fun – 6:26 (Alexander/Asheton/Asheton/Pop) – cover degli Stooges
7. Holidays in the Sun – 3:21
8. No One Is Innocent – 3:03 (Cook/Jones/Biggs)
9. My Way – 4:03 (Anka/François/Revaud) – cover di Paul Anka
10. Something Else – 2:12 (Cochran/Sheeley) – cover di Eddie Cochran
11. Silly Thing – 2:53 (Cook/Jones)
12. C'mon Everybody – 1:57 (Capehart/Cochran) – cover di Eddie Cochran
13. (I'm not your) Steppin' Stone – 3:09 (Boyce/Hart) – cover di Boyce and Hart
14. Great Rock 'n' Roll Swindle – 4:24 (Cook/Jones/Temple)